# Herbert Robinson
Herbert Robinson García (Monclova, Coahuila, México; 10 de abril de 1996) es un futbolista mexicano con nacionalidad estadounidense. Juega como mediocampista en el Deportivo Cafessa Jalisco de la Liga Premier de México.

## Trayectoria
Desde pequeño figuró para distintos equipos de categorías menores como Escuela Moderna, Primero de Mayo, Escuela Santos Monclova y Centro de Formación Cuervos Pachuca. Para el segundo semestre del 2010 jugó con el Deportivo Colegio Guanajuato de la Tercera División de México.
En febrero de 2011, fue llevado por Alan Eduardo Hernández Herrera,  quien en ese momento era director de la Escuela de Fútbol Santos Laguna, a unas visorias que se llevaron a cabo en Torreón. Después de competir contra aproximadamente 3000 jóvenes, Robinson cumplió satisfactoriamente las expectativas de los visores que formaron parte de la comitiva de Santos Laguna, quienes fueron los profesores Eduardo Rergis, Miguel García Zúñiga, Omar Tapia, Julio Mendoza, Juan Rodríguez, entre otros. Durante cinco meses estuvo yendo a La Laguna a entrenar con el profesor Omar Tapia, que era el director técnico del equipo Sub-15.
A partir de la temporada 2011-12 jugó con el equipo sub-17 del Santos Laguna. Participó, terminó campeón y fue considerado el jugador más valioso de la Copa Gothia 2012. Consiguió llegar a la final del Apertura 2012, perdiendo ante el Club de Fútbol Pachuca. En total participó dos temporadas con el equipo, jugó 62 partidos y anotó 6 goles. Fue convocado para participar en el Torneo de Viareggio de 2013. Para la temporada 2013-14, Robinson subió de categoría y en su primer torneo con el equipo sub-20 fue campeón, cuando el 30 de noviembre de 2013, Santos venció de visitante por marcador de 0-1 al Club León en el Estadio León.
El 6 de agosto de 2013 debutó con el primer equipo en un partido de la Copa México contra el Club Zacatepec, fue titular y jugó 75 minutos. En 2014 fue convocado de nueva cuenta para participar en la Viareggio Cup, esta vez jugó los tres partidos que disputó su equipo y anotó dos goles. También participó en la edición del 2015, jugando tres partidos y anotando un gol. El 12 de diciembre de 2015 consiguió su segundo campeonato de la categoría Sub-20 al derrotar en penales al Club Tijuana, Robinson anotó un gol al minuto 33.

## Selección nacional

### Categorías inferiores
En enero de 2014 fue invitado por parte de la categoría Sub-20 de la Selección de fútbol de los Estados Unidos a participar en una concentración que se llevó a cabo en Florida, la cual formó parte de un proceso para la Copa Mundial de Fútbol Sub-20 de 2015 a celebrarse en Nueva Zelanda.

## Palmarés

### Campeonatos nacionales
| Título                            | Equipo               | Sede   | Año    |
| --------------------------------- | -------------------- | ------ | ------ |
| Primera División de México Sub-20 | Santos Laguna Sub-20 | México | A-2013 |
| Primera División de México Sub-20 | Santos Laguna Sub-20 | México | A-2015 |

### Campeonatos internacionales amistosos
| Título      | Equipo               | Sede   | Año  |
| ----------- | -------------------- | ------ | ---- |
| Copa Gothia | Santos Laguna Sub-17 | Suecia | 2012 |

### Distinciones individuales
| Distinción                            | Año  |
| ------------------------------------- | ---- |
| Jugador más valioso de la Copa Gothia | 2012 |